# Ahernia glandulosa
Ahernia glandulosa är en tvåhjärtbladig växtart som beskrevs av Merrill. Ahernia glandulosa ingår i släktet Ahernia och familjen Achariaceae. Inga underarter finns listade i Catalogue of Life.